# كلفة

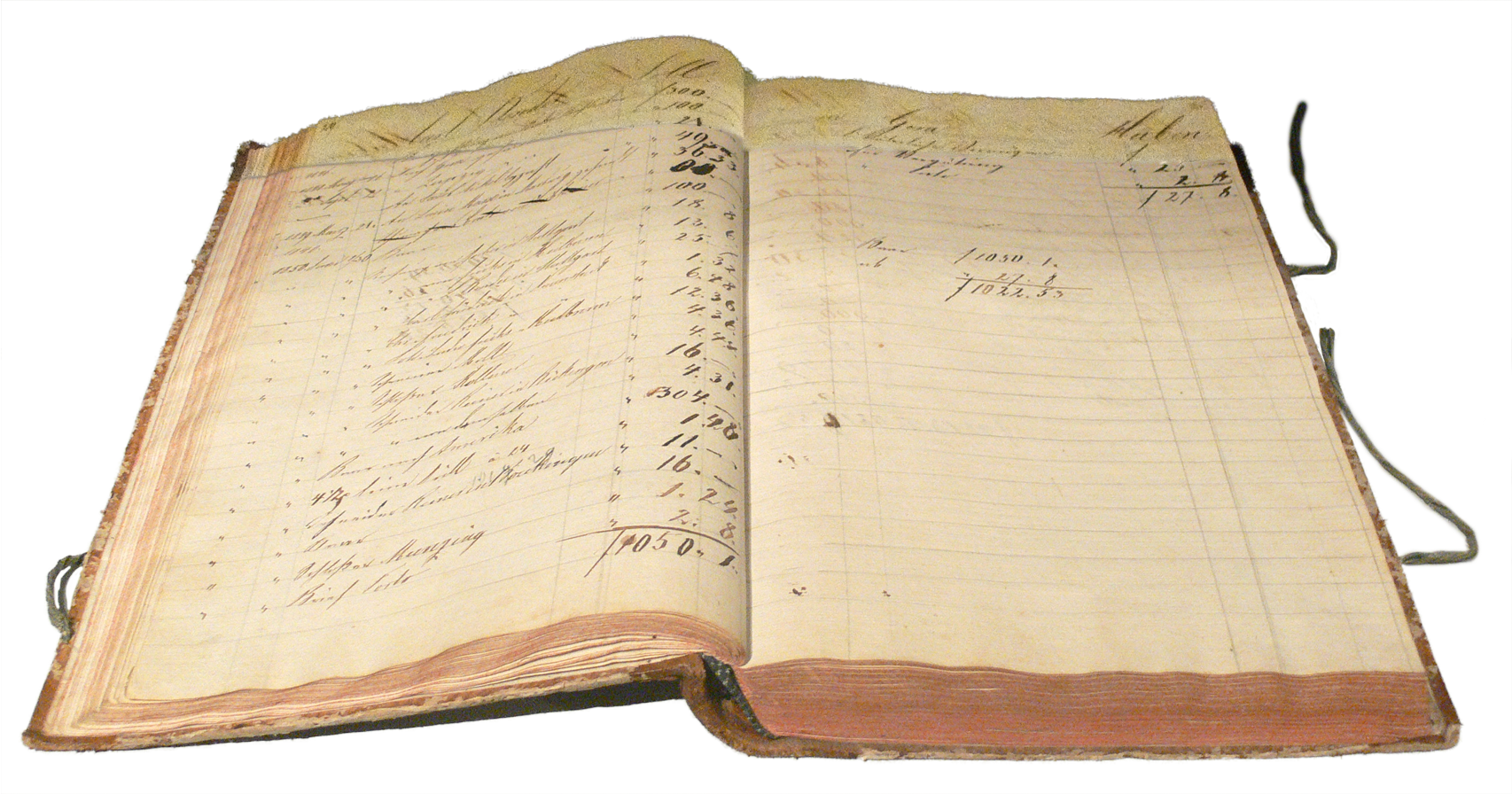

الكُلْفَة أو التَكْلِفَة (بالإنجليزية: Cost)‏ مصطلح اقتصادي يمثل أي شكل من أشكال التضحية في سبيل الحصول على منفعة. فإذا قيست بالنقود سميت نفقة نقدية وإذا قيست بالجهد أو الألم أو بما ضحي به في سبيلها من متاع سميت نفقة حقيقية. أو تمثل أيضاً أي شكل من أشكال التضحية المالية، سواء أثرت هذه التضحية في حقوق المساهمين أو المالكين خلال مدة معينة أم لم تؤثر
.

## تعريف
تعرف الكلفة بالمفهوم الاقتصادي بإنها مجموع ما تدفعه المنشأة من قيمة المواد والعمل والمصاريف غير المباشرة لإنتاج سلعة معينة.
أو بمعنى آخر، إنها ثمن ما تتحمله المنشأة أو الشركة من المواد وأجور العمال والنفقات الأخرى في إنتاج السلع والخدمات.